# Казакевич, Эммануил Генрихович
Эммануи́л Ге́нрихович Казаке́вич (идиш עמנואל קאַזאַקעװיטש‎, среди близких известный как Эмма Казакевич; 1913—1962) — русский и еврейский советский писатель и поэт, переводчик, киносценарист. Прозаические произведения писал преимущественно на русском языке, поэзию — на идише. Участник Великой Отечественной войны. Капитан, помощник начальника разведотдела 47-й армии.

## Биография
Эммануил Казакевич родился 11 (24) февраля 1913 года в Кременчуге (ныне Полтавская область, Украина) в семье еврейского публициста и литературного критика Генеха Казакевича (1883—1935) и его жены (и двоюродной сестры), педагога Евгении Борисовны (урождённой Казакевич, 1888—1935). В детстве жил с родителями и старшей сестрой Галиной (Люсей) в Хотимске, Екатеринославе, Новозыбкове, Гомеле, Москве, Киеве и с 1924 года в Харькове.
После окончания семилетней трудовой школы (1927) поступил в профтехшколу, но через год был исключён из неё. В 1930 году окончил Харьковский машиностроительный техникум и в 1931 году приехал в Биробиджан. Через год к нему присоединились родители. Был бригадиром, инженером, начальником участка и, наконец, начальником строительства городского Дворца культуры, затем председателем еврейского колхоза «Валдгейм» (1932), организатором еврейского молодёжного театра (ТРАМ), затем директором Биробиджанского государственного еврейского театра (БирГОСЕТ, 1933—1934), а также председателем областного радиовещания на идише, в 1935—1938 годах — штатный сотрудник и заведующий литературной частью редакции газеты «Биробиджанэр штэрн» и заведующий литературной частью Биробиджанского ГОСЕТа. Для Биробиджанского государственного еврейского театра (БирГОСЕТа) осуществил переводы на идиш пьес «Чудесный сплав» Владимира Киршона (1933), «Платон Кречет» Александра Корнейчука, «Шестеро любимых» Алексея Арбузова, «Враги» Максима Горького (1937), «Очная ставка» братьев Тур и Льва Шейнина, «Профессор Полежаев» Леонида Рахманова, «Уриэль Акоста» Карла Гуцкова (1938), «Сирано де Бержерак» Эдмона Ростана.
Публиковать стихи на идише начал в 1932 году в газете «Биробиджанэр штэрн» (Биробиджанская звезда), первым главным редактором которой был его отец. В том же году вышел первый сборник стихотворений Эммануила Казакевича «Бирэбиджанбой» (Биробиджанстрой), за которым последовали сборник «Гройсэ вэлт» (Большой мир, 1939) и поэма «Шолэм ун Хавэ» (Шолом и Ева, 1941), а также публицистические книги «Биробиджан» (совместно с Давидом Бергельсоном, 1939) и «Дэр вэг кейн Бирэбиджан» (Дорога в Биробиджан, 1940). Стихотворение Э. Казакевича было включено в сборник «Фарн hэймланд, ин шлахт!» (За Родину, в бой!, 1941).
Уже в 1933 году стихотворение Э. Казакевича в русском переводе Семёна Бытового было опубликовано в газете «Тихоокеанский комсомолец». Автор пьесы на идише «Молоко и мёд», поставленной в БирГОСЕТе в начале 1940 года Моисеем Гольдблатом. Переводил на идиш стихотворения А. С. Пушкина, М. Ю. Лермонтова, В. В. Маяковского (сборник избранных произведений последнего в переводах Казакевича вышел в 1934 году).
С 1937 года Эммануил Казакевич работал внештатным переводчиком в государственном издательстве «Дер Эмэс» (Правда), для которого перевёл брошюру С. Уранова «О некоторых коварных приёмах вербовочной работы иностранных разведок» (1937), «Неведомый шедевр» Бальзака (1939) и другие книги. С 1938 года жил в Москве. Член Союза писателей СССР с 1940 года.
В годы войны в 1941—1945 годах служил в действующей армии, сначала в писательской роте народного ополчения. На фронте с июля 1941 года: с июля 1941 по июнь 1943 года — Западный фронт, после — 1-й и 2-й Белорусские фронты. Контужен в октябре 1941 года в «Вяземском котле», находясь в составе одной из пулемётных дивизий Московского народного ополчения. 7 ноября 1941 года 28-летний Казакевич участвовал в историческом параде 1941 года на Красной площади. Прошёл путь от рядового разведчика до начальника разведотдела дивизии и капитана — помощника начальника разведотдела 47-й армии (в этой должности с октября 1944 по март 1946 года). Член ВКП(б) с 1944 года.
Первое произведение на русском языке — повесть «Звезда» (опубликована в первом номере журнала «Знамя» за 1947 год) принесло автору широкую известность. Оно повествует о семи разведчиках, действующих в тылу врага в Белорусской операции 1944 года. Их задача — выяснить численность и состав войск противника. И передать эту стратегически важную информацию по радиосвязи в штаб дивизии. Весной 2002 года по мотивам одноимённого романа режиссёр Н. Лебедев снял военную драму «Звезда» с Алексеем Кравченко, Алексеем Паниным, Амаду Мамакадовым и Игорем Петренко в ролях.
Роман «Весна на Одере» (1949) также принёс признание. Но военные повести «Двое в степи» (1948) и «Сердце друга» (1953) подверглись разгрому в советской критике, как и вышедшие в эпоху «оттепели» под редакцией Э. Казакевича сборники «Литературная Москва» (1956). Перу Эммануила Казакевича принадлежат также роман «Дом на площади» (вторая часть дилогии «Весна на Одере», 1956), повесть «Синяя тетрадь» (первоначально «Ленин в Разливе», 1961), рассказы (в том числе «При свете дня», 1961, «Приезд отца в гости к сыну», 1962, и «Враги», 1962), путевые заметки «Венгерские встречи» (1955), незаконченный роман «Новая земля». В переводе Э. Казакевича на русский язык несколькими переизданиями вышла сказочная повесть К. Коллоди «Приключения Пиноккио» (первое издание — 1959).
Авторский вариант повести «Звезда» на идише был опубликован в двух номерах московской газеты «Эйникайт» за апрель 1947 года, в варшавской газете «Фолксштимэ» (Глас народа) и под названием «Зелёные тени» (Гринэ шотнс) отдельной книгой в Москве (1947) и в Варшаве (1954). Роман «Весна на Одере» на идише вышел в Монтевидео (Уругвай) отдельной книгой в 1950 году без указания переводчика. После этих публикаций художественных произведений на идише он больше не писал, но в конце 1950-х годов его публицистика на идише выходила в издававшихся в Варшаве газете «Фолксштиме» и журнале «Идише шрифтн». Стихи Э. Казакевича в русских переводах были включены в сборник переведённых с еврейского произведений писателя «На берегах Биры и Биджана: публицистика, проза, поэзия» (Хабаровск, 1972) и в антологию «Советская еврейская поэзия» (М., 1985).
После войны Э. Г. Казакевич приютил в своей квартире возвратившегося из эвакуации писателя Юрия Олешу, находившегося в это время в тяжёлом моральном и материальном состоянии.
Э. Г. Казакевич умер от рака 22 сентября 1962 года. Похоронен в Москве на Новодевичьем кладбище (участок № 8).
Незадолго до смерти говорил:
Главный труд моей жизни впереди. Это будет шеститомная эпопея о нашей жизни, от коллективизации до наших дней… Там будет всё — и террор, и война, и все наши беды вперемежку с редкими радостями.
В 1990 году опубликованы дневники, записные книжки и письма Э. Г. Казакевича («Слушая время», с купюрами). Пьеса «Адмирал океана» о Христофоре Колумбе (1941) была опубликована лишь частично. Прозаические произведения Э. Г. Казакевича были переведены на ряд иностранных языков.

## Оценки характера и творчества
…не пошутить было выше сил Эммануила Генриховича
— А. Нилин, «Станция Переделкино: поверх заборов»

## Семья
- Жена — Галина Осиповна (Хая Ошер-Зеликовна) Казакевич (1913, Кременчуг — 2001, Израиль), составитель сборника «Воспоминания о Казакевиче» (1984)[17].
  - Дочери — Евгения (1936—1974), Лариса Казакевич (1937, Кременчуг — 2023, Тель-Авив) и Ольга Раз (живёт в Израиле)[18].
- Сестра — Галина Генриховна Гуревич, была замужем за журналистом Зельманом Гуревичем, сотрудником редакции газеты «Советский спорт»; их сын Александр Зельманович Гуревич (1937—2015), математик, доктор физико-математических наук.

## Экранизации
- 1949 — Звезда (реж. Александр Иванов)
- 1962 — Двое в степи (реж. Анатолий Эфрос)
- 1964 — Синяя тетрадь (реж. Лев Кулиджанов)
- 1966 — Сердце друга (реж. Юрий Григорьев)
- 1967 — Весна на Одере (реж. Леон Сааков)
- 1969 — Комендант Лаутербурга (реж. Павел Резников). Телеспектакль по роману Э. Казакевича «Дом на площади».
- 1972 — Нежданный гость (реж. Владимир Монахов)
- 2002 — Звезда (реж. Николай Лебедев)
- 2015 — Дорога на Берлин (реж. Сергей Попов, автор идеи и генеральный продюсер — Карен Шахназаров)

## Награды и премии
- Сталинская премия второй степени (1948) — за повесть «Звезда»[19],
- Сталинская премия второй степени (1950) — за роман «Весна на Одере»,
- два ордена Отечественной войны II степени (08.08.1944[20] — за вклад во взятие города Ковель; 24.05.1945[21]),
- два ордена Красной Звезды (02.02.1944[22] — за храбрость при взятии деревни Боброво; 09.02.1945[23] (был представлен к ордену Отечественной войны I степени),
- медаль «За отвагу»,
- медаль «За победу над Германией в Великой Отечественной войне 1941—1945 гг.»,
- медаль «За взятие Берлина»,
- медаль «За освобождение Варшавы».

### На идише
- בירעבידזשאַנבױ (Бирэбиджанбой — Биробиджанстрой). Биробиджанское представительство товарищества ОЗЕТ (Дальполиграфтрест № 11): Биробиджан, 1932.
- Владимир Маяковский, אױסגעװײלטע װערק (Ойсгевэйлтэ вэрк — Избранные произведения в переводе Эммануила Казакевича). Укргоснацмениздат (Мэлухе-фарлаг фар ди нацминдэрhайтн ин УССР): Харьков—Киев, 1934.[24]
- גרױסע װעלט: לידער, פּאָעמעס און געשיכטעס (гройсэ вэлт: лидэр, поэмэс ун гэшихтэс — большой мир: стихи, поэмы и очерки). Мэлухе-фарлаг «Дэр Эмэс» (государственное издательство «Правда»): Москва, 1939.[25]
- בירעבידזשאַן: אַן אַלגעמײנע איבערזיכט פֿון דער ייִדישער אַװטאָנאָמער געגנט (Бирэбиджан: ан алгемэйнэ иберзихт фун дэр йидишэр автономэр гэгнт — Биробиджан: общий обзор Еврейской автономной области). С Довидом Бергельсоном. Мэлухе-фарлаг «Дэр Эмэс»: Москва, 1939.
- דער װעג קײן בירעבידזשאַן: רײַזע-בילדער (дэр вэг кейн бирэбиджан: райзэ-билдэр — дорога в Биробиджан: путевые картинки). Мэлухе-фарлаг «Дэр Эмэс»: Москва, 1940.
- שלום און חוה: ראָמאַן אין פֿערזן (Шолэм ун Хавэ: роман ин фэрзн — Шолом и Хава: роман в строфах). Мэлухе-фарлаг «Дэр Эмэс»: Москва, 1941.
- גרינע שאָטנס (гринэ шотнс — зелёные тени). Мэлухе-фарлаг «Дэр Эмэс»: Москва, 1947 и «Идиш Бух»: Варшава, 1954.
- דער פֿרילינג אױפֿן טײַך אָדער (дэр фрилинг афн тайх одэр: роман — весна на Одере: роман). Издательство «Ундзэр фрайнт»: Монтевидео, 1950.[26]
- דער הױז אױפֿן שטאָט-פּלאַץ (дэр hойз афн штот-плац — дом на городской площади, перевод Пине Каца). Фарлаг «hэймланд»: Буэнос-Айрес, 1957.[27]

### На русском языке (избранная библиография)
(см. Людмила Скопенко «Эммануил Казакевич: Библиография биробиджанской областной универсальной библиотеки имени Шолом-Алейхема»)
- Звезда. М., Воениздат, 1947.
- Звезда. М., Московский рабочий, 1947.
- Звезда. М., Правда, 1947.
- Звезда. М., Воениздат, 1948.
- Звезда. М., Гослитиздат, 1948.
- Звезда. М., Московский рабочий, 1948.
- Звезда. М., Правда, 1948.
- Звезда. М., Советский писатель, 1948.
- Звезда. Куйбышев, 1948.
- Звезда. Ставрополь, 1948.
- Звезда. Хабаровск, 1948.
- Звезда. Челябинск, 1948.
- Звезда. М.-Л., Детгиз, 1949.
- Весна на Одере. М., Советский писатель, 1950.
- Весна на Одере. М., Гослитиздат, 1950.
- Весна на Одере. М., Правда, 1950.
- Весна на Одере. М., Воениздат, 1950.
- Весна на Одере. Владивосток, 1950.
- Весна на Одере. Куйбышев, 1950.
- Весна на Одере. Курск, 1950.
- Весна на Одере. Магадан, 1950.
- Звезда. Тула, 1950.
- Звезда. Владимир: Владимирское областное издательство, 1951.
- Весна на Одере. Л., Лениздат, 1951.
- Весна на Одере. Архангельск, 1951.
- Звезда. М., Воениздат, 1951.
- Звезда. Владимир, 1951.
- Звезда. Киев, 1951.
- Старые знакомые. М., Правда, 1951.
- Весна на Одере. М., 1953.
- Звезда. Симферополь, 1953.
- Сердце друга. Москва: Воениздат, 1954.
- Весна на Одере. Москва: Воениздат, 1955.
- Сердце друга. Москва: Воениздат, 1955.
- Венгерские встречи. М., Воениздат, 1955.
- Звезда. М., Советский писатель, 1955.
- Дом на площади. Москва: Гослитиздат, 1956.
- Дом на площади. М., Воениздат, 1956.
- Звезда. М., Детгиз, 1956.
- Звезда. М., Гослитиздат, 1956.
- Сердце друга. М., Советский писатель, 1956.
- Дом на площади. М., Советский писатель, 1957.
- Звезда. М., Воениздат, 1957.
- Дом на площади. М., Воениздат, 1958.
- Весна на Одере. Дом на площади. М., Гослитиздат, 1959.
- При свете дня. М., Советская Россия, 1961.
- Синяя тетрадь. М., Гослитиздат, 1961.
- Повести. Москва: Гослитиздат, 1962.
- Приезд отца в гости к сыну. М., Советская Россия, 1962.
- Сочинения в 2 т. Москва: Гослитиздат, 1963.
- Звезда. Москва: Художественная литература, 1966.
- Дом на площади. Москва: Художественная литература, 1969.
- Избранные произведения в 2 т. Москва: Художественная литература, 1974.
- Весна на Одере. Москва: Современник, 1975.
- Звезда. Двое в степи. Кишинёв: Литература артистикэ, 1978.
- Синяя тетрадь. Минск: Юнацтва, 1982.
- Собрание сочинений в 3 т. Составление и подготовка текста Г. О. Казакевич. Москва: Художественная литература, 1985—1988.
- Звезда. Весна на Одере. Москва: Правда, 1985.
- Звезда. Москва: Современник, 1985.
- Звезда; Весна на Одере. Минск: Вышэйшая школа, 1987.
- Звезда. Сердце друга. Ташкент: Узбекистан, 1987.
- Синяя тетрадь. Магадан: Книжное издательство, 1987.
- Весна на Одере. Москва: Художественная литература, 1988.
- Звезда. Москва: Просвещение, 1988.
- Звезда: повести, рассказы. Москва: Правда, 1989.
- Звезда. Ленинград: Детская литература, 1989.
- Сердце друга: повести. Москва: Воениздат, 1990.
- Слушая время: дневники, записные книжки, письма. Москва: Советский писатель, 1990.
- Синяя тетрадь. Горький: Волго-Вятское книжное издательство, 1990.
- Синяя тетрадь. Москва: Советский писатель, 1991.
- Звезда (включает также повести Сердце друга, Двое в степи и роман Весна на Одере). Москва: Эксмо (серия «Красная книга русской прозы»), 2003.
- Звезда. Сердце друга. Москва: Терра, 2005.
- Звезда. Рекомендована Управлением общего и среднего образования РФ. Москва: Детская литература, 2005.

### В переводах Э. Г. Казакевича
- К. Коллоди. Приключения Пиноккио. Москва: Государственное издательство детской литературы министерства просвещения РСФСР, 1959; Радуга, 1992; Полиграфресурсы Круг, 1994; Арнадия, 1996; Ранок, 2006; Лабиринт, 2006; Махаон, 2007; Казань: Татарское книжное издательство, 1983; Пермь: Пермская книга, 1993.
- Два стихотворения в переводе с идиша